# اکگونیدین
اکگونیدین (به انگلیسی: Ecgonidine) با فرمول شیمیایی C9H13NO2 یک ترکیب شیمیایی با شناسه پاب‌کم 66226 است. که جرم مولی آن ۱۶۷٫۲۰۵ گرم بر مول می‌باشد. 